# Catalana sandrangato
Catalana sandrangato är en fjärilsart som beskrevs av Pierre E.L. Viette 1961. Catalana sandrangato ingår i släktet Catalana och familjen nattflyn. Inga underarter finns listade i Catalogue of Life.